# 凤凰镇 (柞水县)
凤凰镇，是中华人民共和国陕西省商洛市柞水县下辖的一个乡镇级行政单位。

## 行政区划
凤凰镇下辖以下地区：
凤镇街村、清水村、桃园村、金凤村、大寺沟村、宽坪村、龙潭村、瓦房村、银桥村、东垣村、双河村和中河村。